# Alfred Cogniaux
Célestin Alfrète (Alfred) Cogniaux (Robechies, 7 april 1841 - Genepiën, 15 april 1916) was een Belgisch botanicus, gespecialiseerd in de studie van orchideeën. Hij was eveneens een tijdje conservator van de Nationale Plantentuin van België. Zijn auteursaanduiding is Cogn..

## Levensloop
Cogniaux werd geboren in een Henegouws grensdorp als oudste zoon van een douanier die ook een kleine boerderij pachtte. Door het vele werk op de boerderij werd de school nogal eens verzuimd. Toch behaald hij in 1861 het diploma van onderwijzer aan de normaalschool van Nijvel en het jaar nadien dat van regent. Hetzelfde jaar nog werd hij benoemd tot onderwijzer wiskunde en natuurwetenschappen aan de middelbare school te Wezet. In 1864 werd hij benoemd te Gosselies, in 1865 te Philippeville, in 1867 in Eigenbrakel en in 1870 te Maaseik en datzelfde jaar te Verviers.
Vanaf het moment dat hij leraar was ontwikkelde Cogniaux een grote interesse voor de plantkunde. Hij kwam in contact met politicus en botanicus Barthélemy Dumortier waarvan hij een leerling en later een vriend werd. Hij wijdde zich aan de studie van de cryptogamen en meer bepaald de levermossen die het voorwerp uitmaakten van zijn eerste publicaties. Datzelfde jaar stichtte Dumortier samen met Cogniaux en enkele andere botanici de Koninklijke Belgische Botanische Vereniging.
Bij de overdracht van de Plantentuin aan de Belgische Staat in 1872 zorgde Dumortier ervoor dat zijn beschermeling Cogniaux in dienst kwam als natuurkundig assistent en conservator. Vanaf dan hield hij zich vooral bezig met de systematiek van de varenplanten en de inventarisatie van de verschillende herbaria. Zelf zorgde hij voor de creatie van nieuwe herbaria met inlandse cryptogamen en inlandse varens. Samen met Élie Marchal schreef hij in 1873-1874 het tweedelige werk  Les Plantes ornementales à feuillage panaché et coloré waarin ook zijn interesse voor exotische planten tot uiting kwam.
In 1872 werd Cogniaux door de Duitse plantkundige August Wilhelm Eichler, op dat moment directeur van de botanische tuin van de universiteit van Graz, uitgenodigd om mee te werken aan een groot internationaal project dat het levenswerk van de overleden Carl Friedrich Philipp von Martius, de Flora Brasiliensis zou verderzetten. Hij bestudeerde hiervoor de Braziliaanse Cucurbitaceae (1878, 1-delige monografie), daarna de Braziliaanse Melastomataceae (1883-1888, 2-delige monografie) en ten slotte de Braziliaanse orchideeën (1893-1906, 3-delige monografie). Met ruim 3000 tekstkolommen en de beschrijving van eveneens ruim 3000 specimen was Cogniaux de meest productieve van de 65 redacteuren die aan het project meewerkten.

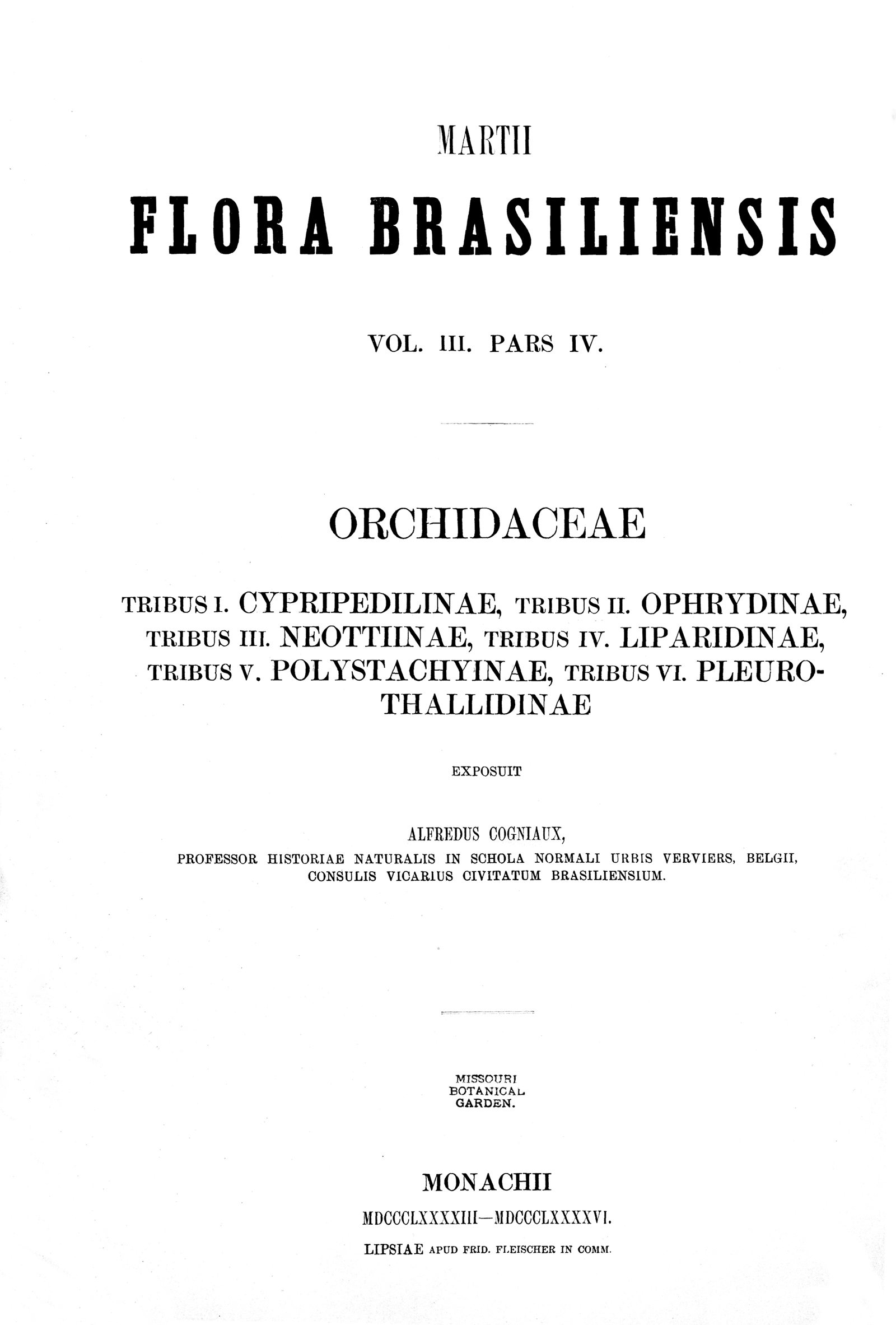
titelpagina van Orchidaceae in de reeks Flora brasiliensis (1893-1896)

Cogniaux schreef eveneens een uitgebreide monografie over de Cucurbitaceae in de Monographiae phanerogamarum van Alphonse Pyramus de Candolle waarvoor hij in 1879 de Prix quinquennal of the Société de Physique et d’Histoire naturelle de Genève won Voor dit werk schreef Cogniaux later nog verscheidene andere monografieën. In opdracht van Eduard August von Regel schreef hij verder nog een monografie over de bromeliafamilie.
In 1880 had hij ontslag genomen als conservator van de Nationale Plantentuin en ging hij opnieuw aan de slag als onderwijzer natuurwetenschappen aan de normaalschool te Geldenaken. Hij schreef in 1883 een schoolboek over de Belgische flora, Petite flore de Belgique à l'usage des écoles dat in 1910 aan haar vierde druk toe. Een verkorte versie van dit boek kreeg een twaalfde druk in 1952. In 1885 werd de normaalschool van Geldenaken gesloten en werd hij benoemd aan deze van Verviers. In 1890 schreef hij eveneens een schoolboek voor gebruik in de normaalschool. In 1901 ging hij met pensioen als onderwijzer en hij legde zich sindsdien volledig toe op de studie van de orchideeën en in mindere mate de komkommerfamilie en de Melastomataceae.
Cogniaux verhuisde in 1906 naar Genepiën waar hij op 75-jarige leeftijd stierf. Hij werd begraven te Loupoigne. Zijn herbarium met ruim 5000 specimen ging naar de Nationale Plantentuin van België.

## Onderscheidingen en eerbetoon
Cogniaux kreeg in 1899 de Tienjaarlijkse Prijs van de Belgische Regering voor Plantkundige Wetenschappen. In 1903 kreeg hij een eredoctoraat aan de universiteit van Heidelberg. Hij had verscheidene ontmoetingen met keizer Peter II van Brazilië, die een bewonderaar was van zijn werk op plantkundig gebied en die hem in 1887 benoemde tot vice-consul van Brazilië, een functie die hij behield tot in 1902. Verder was hij lid en erelid van verscheidene buitenlandse botanische verenigingen.
De orchideeëngeslacht Neocogniauxia en Cogniauxiocharis en het komkommergeslacht Cogniauxia werden naar hem vernoemd. In zijn geboortedorp werd een straat naar hem vernoemd. Ook het schimmelgeslacht Biscogniauxia is naar hem vernoemd.

## Werken (selectie)

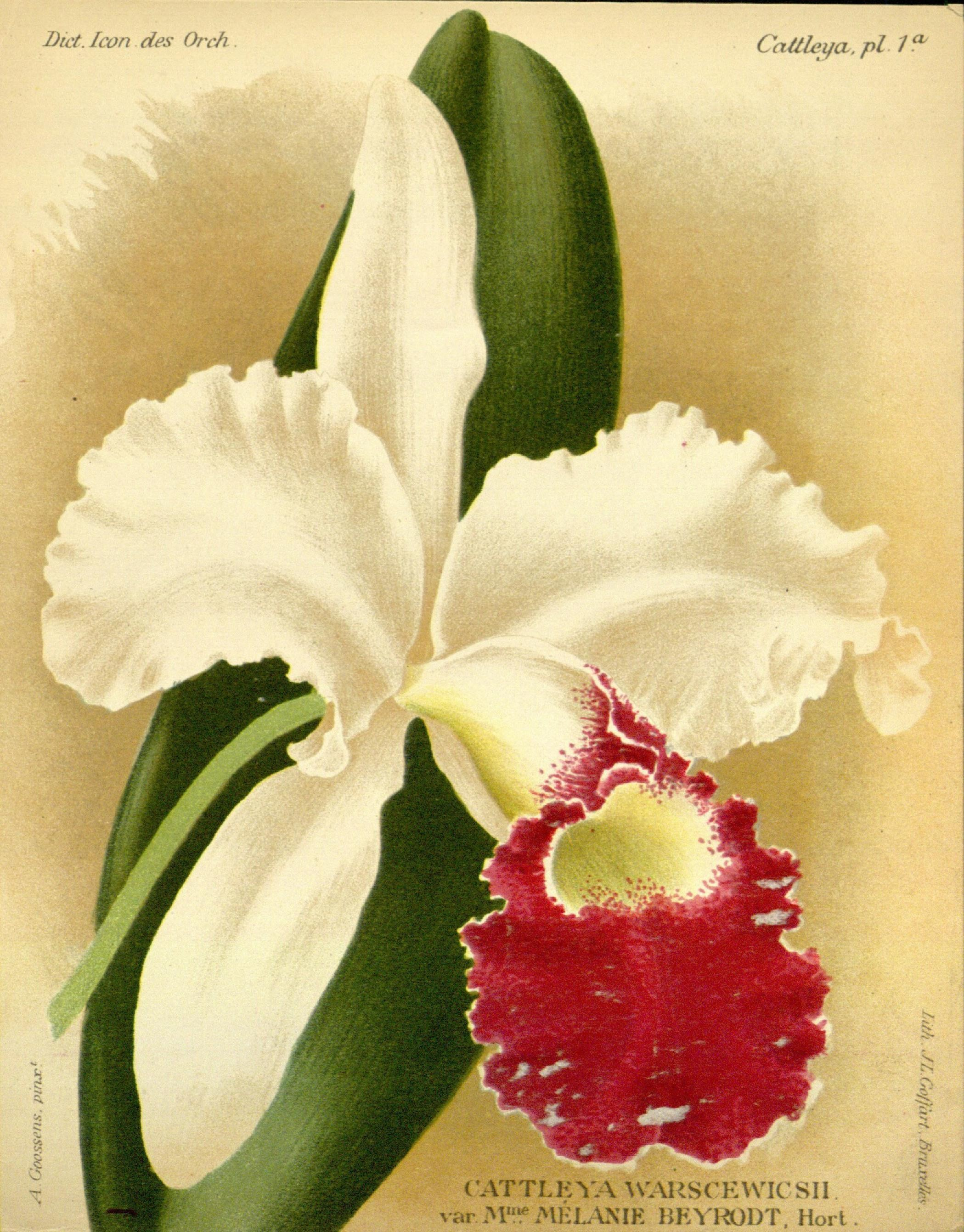
Een afbeelding van de Cattleya in de Dictionnaire iconographique des orchidées

- Nitella tenuissima Kützing (1863, zijn eerste publicatie)
- Les Glumcées de Belgique (1869-1871, 3-delig), samen met Élie Marchal
- Les Plantes ornementales à feuillage panaché et coloré (1873-1874, 2-delig), samen met Élie Marchal
- Diagnose des Cucurbitacées nouvelles (1876)
- Cucurbitaceae, monografie in de reeks Flora brasiliensis (1878)
- Cucurbitaceae, monografie in de reeks Monographiae phanerogamarum (1879, publicatie in 1881)
- Petite flore de Belgique à l'usage des écoles, Manceaux, Bergen (1883)
- Melastomataceae, monografie in twee delen in de reeks Flora brasiliensis (1883-1888)
- Melastomaceae, monografie in de reeks Monographiae phanerogamarum (1891)
- Orchidaceae, monografie in drie delen in de reeks Flora brasiliensis (1893-1906)
- Les orchidées exotiques et leur culture en Europe (1894), samen met Lucien Linden en G. Grignan)
- Dictionnaire iconographique des orchidées, twee delen (1896-1907), met reproducties van aquarellen van Alphonse Goossens, heruitgegeven in 1990
- Cucurbitaceae-Cucurbiteaa-Cucumerinae monografie in twee delen in de reeks Das Pflanzenreich (1916) en na zijn dood voltooid door Hermann August Theodor Harms in 1924.